# Fominskij (obwód wołogodzki)
Fominskij (ros. Фоминский) – wieś (poczinok) w Rosji, w rejonie kiczmiengsko-gorodieckim obwodu wołogodzkiego. W 2010 r. liczyła 12 mieszkańców.